# Danh sách nhà khoa học Vương quốc Liên hiệp Anh và Bắc Ireland
Đây là danh sách các nhà khoa học Vương quốc Liên hiệp Anh và Bắc Ireland:

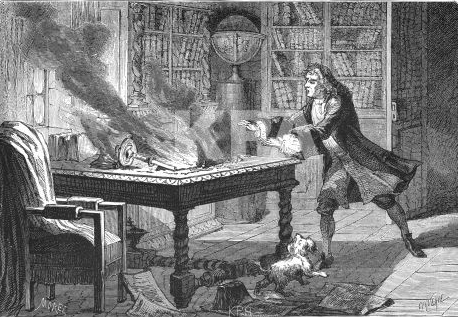
Isaac Newton đang làm việc tại phòng thí nghiệm.

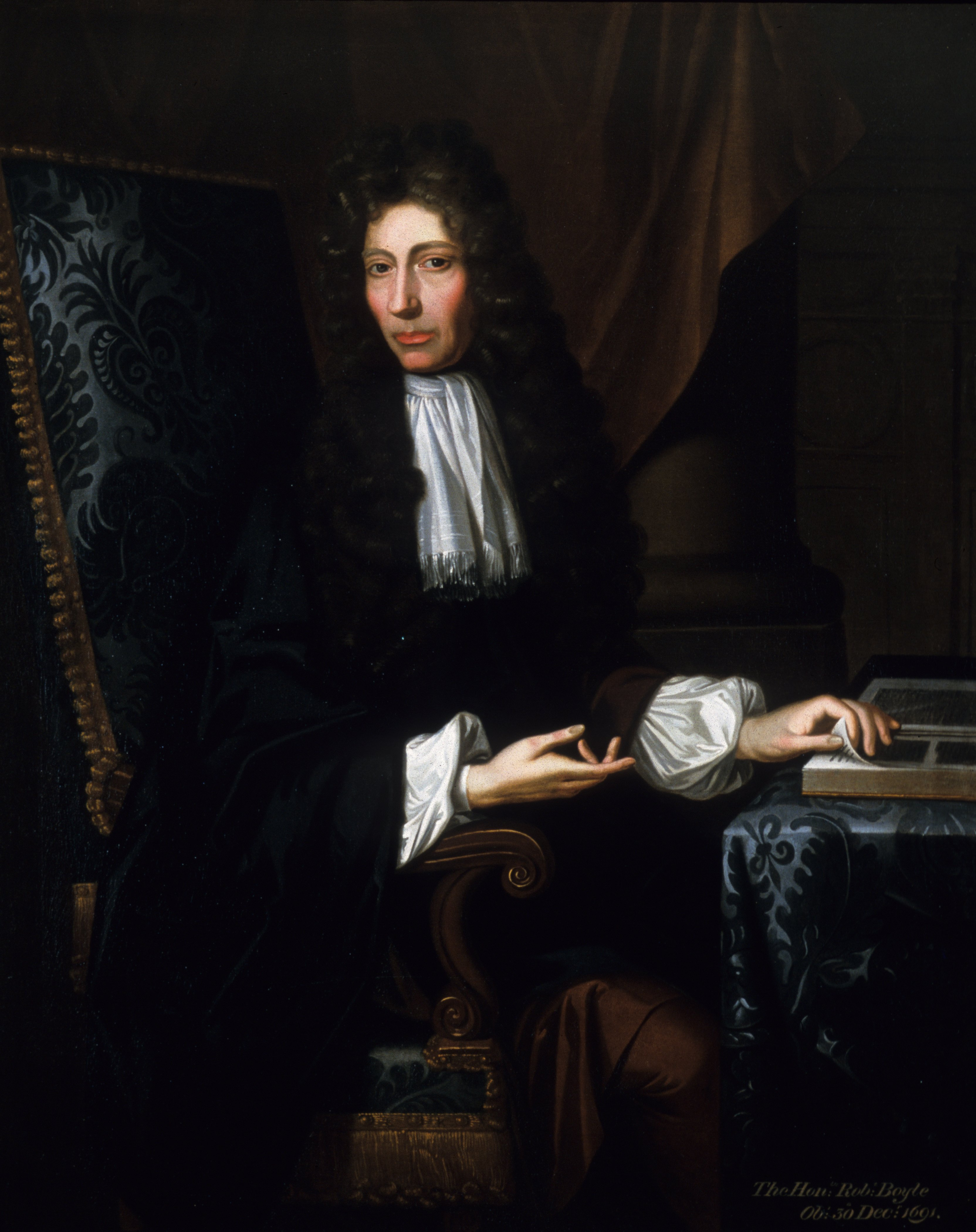
Khoa học gia người Ăng-lô Ái Nhĩ Lan, Robert Boyle, được xem là cha đẻ của hóa học hiện đại.

Đây là một danh sách chưa hoàn tất, và có thể sẽ không bao giờ thỏa mãn yêu cầu hoàn tất. Bạn có thể đóng góp bằng cách mở rộng nó bằng các thông tin đáng tin cậy.

## A
- Alcuin (735-804), học giả và nhà thần học
- Adelard (1080-1150), nhà toán học, nhà thiên văn học, nhà giả kim thuật, nhà vật lý, nhà triết học
- Frederick Abel (1827–1902), nhà hóa học
- Arthur Adams (1820–1878), bác sĩ và nhà tự nhiên học
- William Grylls Adams (1836-1915), nhà vật lý và nhà thiên văn học
- Edgar Douglas Adrian (1889–1977), nhà điện sinh lý
- Arthur Aikin (1773–1855), nhà hóa học
- John Arderne (1307-1392), bác sĩ và surgeon
- William Aiton (1731–1793), nhà thực vật học
- John Albery (1936–2013), nhà hóa lý học
- Francis William Aston (1877–1945), nhà vật lý
- David Attenborough (sinh 1926), nhà tự nhiên học
- Charlotte Auerbach (1899–1994), nhà di truyền học
- David Axon (1951–2012), nhà vật lý thiên văn

## B
- Bede (672-735), nhà toán học và nhà thiên văn học
- Charles Babbage (1791–1871), nhà toán học và nhà tiên phong về máy tính
- Roger Bacon (k. 1219–1292), nhà triết học, người ủng hộ phương pháp khoa học
- John Logie Baird (1888–1946), nhà tiên phong về truyền hình
- Isaac Barrow (1640-1676), nhà toán học
- James Bradley (1692-1762), nhà thiên văn học
- John Hutton Balfour (1808–1884), nhà thực vật học
- Neil Bartlett (1932–2008), nhà hóa học
- Derek Barton (1918–1998), nhà hóa học
- Henry Walter Bates (1825–1892), nhà tự nhiên học
- Patrick Bateson (1938–2017), nhà động vật học
- Michael Bearpark (sinh vào thế kỷ thứ 20), nhà hóa học
- John Beddington (sinh 1945), nhà sinh vật học dân số
- Thomas Bell (1792–1880), nhà động vật học
- David Bellamy (1933–2019), nhà thực vật học
- Ralph Benjamin (1922–2019), nhà phát minh
- Edward Turner Bennett (1797–1836), nhà động vật học
- George Bentham (1800–1884), nhà thực vật học
- Robert Bentley (1821–1893), nhà thực vật học
- Tim Berners-Lee (sinh 1955), nhà khoa học máy tính
- Kevin Beurle (1956–2009), nhà khoa học không gian
- Thomas Bewick (1753–1828), thợ khắc gỗ và tác giả lịch sử tự nhiên
- Sheila Bingham (Rodwell) (1947–2009), nhà dịch tễ học dinh dưỡng
- Ann Bishop (1899–1990), nhà sinh vật học nghiên cứu về Plasmodium
- Joseph Black (1728–1799), nhà hóa học
- John Blackwall (1790–1881), nhà tự nhiên học, nghiên cứu về nhện
- Thomas Blakiston (1832–1891), nhà tự nhiên học
- William Thomas Blanford (1832–1905), nhà địa chất
- David Mervyn Blow (1931–2004), nhà vật lý sinh
- Edward Blyth (1810–1873), nhà điểu loại học
- Edward August Bond (1815–1898), nhà cổ sinh vật học
- Edmund John Bowen (1898–1980), nhà hóa lý học
- Humphry John Moule Bowen (1929–2001), nhà hóa học
- Edward Augustus Bowles (1865–1954), nhà thực vật học
- Robert Boyle (1627–1691), "cha đẻ của hóa học"
- Charles Vernon Boys (1855–1944), nhà vật lý
- Dennis Bray (sinh vào thế kỷ thứ 20), nhà sinh vật học
- Malcolm Brenner (sinh 1951), nhà khoa học lâm sàng nghiên cứu liệu pháp gen và liệu pháp miễn dịch
- Sydney Brenner (1927–2019), nhà sinh vật học phân tử
- Alan Brisdon (sinh vào thế kỷ thứ 20), nhà hóa học nghiên cứu nguyên tố flo
- Donald Broadbent (1926–1993), nhà tâm lý học thực nghiệm
- Robert Brown (1773–1858), nhà thực vật học
- David Bruce (1855–1931),  nhà nghiên cứu bệnh học và nhà vi sinh học, người đã khám phá ra Brucella
- Francis Buchanan-Hamilton (1762–1829), nhà trị liệu, nhà địa lý, nhà động vật học, và nhà thực vật học
- John Burdon-Sanderson (1828–1905), nhà sinh lý học
- Jocelyn Bell Burnell (sinh 1943), nhà vật lý thiên văn
- Alan Butement (1904–1990), nhà vật lý

## C
- Athel Cornish-Bowden (sinh 1943), nhà hóa sinh
- Roger Coset (1682-1716), nhà toán học
- William Crabtree (1610-1644), nhà toán học và nhà thiên văn học
- Robert W. Cahn (1924–2007), nhà luyện kim học
- Sandy Cairncross (sinh 1948), nhà dịch tễ học
- George Caley (1770–1829), nhà thám hiểm và nhà thực vật học
- Philip Pearsall Carpenter (1819–1877), nhà nghiên cứu ốc tai
- Mark Catesby (1683–1749), nhà tự nhiên học
- Richard Caton (1842–1926), nhà sinh lý học
- Henry Cavendish (1731–1810), nhà vật lý và nhà hóa học
- Colin Cherry (1914–1979), nhà khoa học nhận thức
- Harriette Chick (1875–1977), nhà vi sinh học và nhà khoa học protein
- Samuel Hunter Christie (1784–1865), nhà vật lý và nhà toán học
- G. Marius Clore FRS (sinh 1955), nhà vật lý sinh phân tử
- Marcela Contreras (sinh 1942), chuyên gia về máu và nhà miễn dịch học
- Verona Conway (1910–1986), nhà sinh vật học thực vật
- Charles Coulson (1910–1974), nhà hóa học lý thuyết
- Archibald Scott Couper (1831–1892), nhà hóa học
- Brian Cox (sinh 1968), nhà vật lý
- Eva Crane (1912–2007), nhà côn trùng học
- Francis Crick (1916–2004), nhà sinh vật học phân tử
- Andrew Crosse (1784–1855), tiên phong trong nghiên cứu về điện
- Alexander Crum Brown (1838–1922), nhà hóa học hữu cơ
- Nicholas Culpeper (1616–1654), nhà thực vật học
- Allan Cunningham (1791–1839), nhà thực vật học
- William Curtis (1746–1799), nhà thực vật học

## D
- John Dalton (1766–1844), nhà hóa học: "cha đẻ của thuyết nguyên tử hiện đại"
- Charles Darwin (1809–1882), người khởi xướng học thuyết chọn lọc tự nhiên
- Erasmus Darwin (1731–1802), nhà tự nhiên học
- George Darwin (1845-1912), nhà thiên văn học
- Donald Davies (1924–2000), nhà khoa học máy tính
- Humphry Davy (1778–1829), nhà hóa học và nhà phát minh
- Richard Dawkins (sinh 1941), nhà đạo đức học và nhà sinh vật học tiến hóa
- James Dewar (1842–1923), nhà hóa học và nhà vật lý
- Lewis Weston Dillwyn (1778–1855), nhà thực vật học và nhà nghiên cứu ốc tai
- Paul Dirac (1902–1984),nhà vật lý lý thuyết
- Deborah Doniach (1912–2004), nhà miễn dịch học lâm sàng
- James Donn (1758–1813), nhà thực vật học
- Henry Doubleday (1808–1875), nhà côn trùng học
- David Douglas (1799–1834), nhà thực vật học

## E
- George Edwards (1693–1773), nhà điểu loại học
- Harry Julius Emeléus (1903–1993), nhà hóa học vô cơ
- Thomas Campbell Eyton (1809–1880), nhà động vật học

## F
- John Flamsteed (1646-1719), nhà thiên văn học
- Hugh Falconer (1808–1865), nhà cổ sinh vật học
- Michael Faraday (1791–1867), nhà tiên phong về điện
- Benjamin Franklin (1706-1790), nhà triết học, nhà vật lý, nhà khoa học chính trị
- John Farrah (1849–1907), nhà thực vật học và nhà khí tượng người Anh
- Barry Fell (1917–1994), nhà động vật học
- David Fell (sinh 1947), nhà hóa sinh và nhà sinh học hệ thống
- James Fisher (1922–1970), nhà điểu loại học
- Ronald Fisher (1890–1962), nhà di truyền học và nhà thống kê
- Jim Flegg (sinh vào thế kỷ thứ 20), nhà điểu loại học
- Alexander Fleming (1881–1955), bác sĩ và nhà vi sinh học
- Thomas Bainbrigge Fletcher (1878–1950), nhà côn trùng học
- E. B. Ford (1901–1988), nhà di truyền học sinh thái
- Jeff Forshaw (sinh 1968), nhà vật lý hạt
- Robert Fortune (1813–1880), nhà thực vật học
- Carey Foster (1835–1919), nhà hóa học và nhà vật lý
- Henry Foster (1797–1831), giám sát viên hải quân
- Ruth Fowler Edwards (1930–2013), nhà di truyền học
- Edward Frankland (1825–1899), nhà hóa học
- Rosalind Franklin (1920–1958), nhà tinh thể học tia X
- Elizabeth Fulhame (thế kỷ thứ 18-19), nhà hóa học, tiên phong trong nghiên cứu về chất xúc tác
- Vera Furness (1921–2002), nhà hóa học công nghiệp

## G
- Robert Grosseteste (1168-1253), nhà toán học, nhà thiên văn học, nhà triết học, nhà thần học
- Stephan Gray (1666-1736), nhà vật lý, người đã nghiên cứu cảm ứng tĩnh điện
- William Gascoigne (1610-1644), nhà toán học và nhà thiên văn học
- William Gilbert (1544-1603), nhà triết học và nhà trị liệu
- Patrick Geddes (1854–1932), nhà sinh vật học và nhà địa lý
- John Gerard (1545–1611/12), nhà thực vật học
- Michael Gerzon (1945–1996), nhà vật lý âm thanh
- Charles Henry Gimingham (1923–2018), nhà thực vật học
- Frederick DuCane Godman (1834–1919), nhà tự nhiên học và nhà điểu loại học
- Jane Goodall (sinh 1934), nhà linh trưởng học, nhà đạo đức học và nhà nhân chủng học
- June Goodfield (sinh 1927), sử gia về khoa học
- Dougal Goodman (sinh vào thế kỷ thứ 20), nhà vật lý lạnh
- Guy Goodwin (sinh 1947), nhà thần kinh học
- George Gordon (1806–1879), nhà thực vật học
- Raymond Gosling (1926–2015), nhà vật lý
- Philip Henry Gosse (1810–1888), nhà tự nhiên học
- John Gould (1804–1881), nhà điểu loại học
- Monica Grady (sinh 1958), nhà khoa học không gian
- Thomas Graham (1805–1869) nhà hóa học
- George Robert Gray (1808–1872), nhà động vật học
- John Edward Gray (1800–1875), nhà động vật học
- Malcolm Green (1936–2020), nhà hóa học vô cơ
- Edward Grey (1862–1933), nhà điểu loại học
- Frederick Griffith (1879–1941), nhà vi trùng học
- Albert Günther (1830–1914), nhà động vật học
- Frederick Guthrie (1833–1886), nhà vật lý và nhà hóa học
- Helen Gwynne-Vaughan (1879–1967), nhà thực vật học và nhà nấm học

## H
- Robert Hues (1553-1632), nhà địa lý
- Jeremiah Horrocks (1618-1641), nhà thiên văn học
- William Herschel (1738-1822), nhà thiên văn học
- J. B. S. Haldane (1892–1964), nhà sinh vật học tiến hóa
- John Scott Haldane (1860–1936), nhà sinh lý học
- Wendy Hall (sinh 1952), nhà khoa học máy tính
- Edmond Halley (1656–1742), nhà thiên văn học
- Frances Mary Hamer (1894–1980), nhà hóa học
- William Donald Hamilton (1936–2000), nhà sinh vật học tiến hóa
- Sylvanus Charles Thorp Hanley (1819–1899), nhà nghiên cứu ốc tai và bác sĩ chuyên khoa bệnh ác tính
- William Vernon Harcourt (1789–1871), giáo sĩ và nhà nghiên cứu về thủy tinh
- Arthur Harden (1865–1940), nhà hóa sinh
- Anita Harding (1952–1995), nhà thần kinh học
- Thomas Hardwicke (1755–1835), nhà tự nhiên học
- Alister Clavering Hardy (1896–1985), nhà sinh vật học hải dương
- Richard Harrison (sinh vào thế kỷ thứ 20), nhà vật lý
- William Henry Harvey (1811–1866), nhà thực vật học
- Charles Hatchett (1765–1847), nhà khoáng sản và nhà hóa học phân tích
- Walter Norman Haworth (1883–1950), nhà hóa học
- Stephen Hawking (1942–2018), nhà vũ trụ học
- Arthur Hay (1824–1878), nhà điểu loại học
- Oliver Heaviside (1850–1925), nhà toán học và nhà vật lý
- James Hector (1834–1907), nhà địa chất và nhà tự nhiên học
- John Stevens Henslow (1796–1861), nhà khoáng sản và nhà thực vật học
- Vernon Heywood (sinh 1927), nhà thực vật học
- Julia Higgins (sinh 1942), nhà khoa học polymer
- Peter Higgs (sinh 1929), nhà vật lý hạt
- Archibald Vivian Hill (1886–1977), nhà sinh lý học,
- Cyril Norman Hinshelwood (1897–1967), nhà hóa lý học
- Peter Hirsch (sinh 1925), nhà khoa học khoáng sản
- George Hockham (1938–2013), kỹ sư điện từ
- Dorothy Hodgkin (1910–1994), nhà hóa học
- Brian Houghton Hodgson (1800–1894), nhà tự nhiên học
- Anthony Hollander (sinh 1964), nhà sinh vật học tích hợp
- Robert Hooke (1635–1703), nhà triết học tự nhiên
- Joseph Dalton Hooker (1817–1911), nhà thực vật học
- William Jackson Hooker (1785–1865), nhà thực vật học
- Frederick Gowland Hopkins (1861–1947), nhà hóa sinh
- Victor Horsley (1857–1916), nhà khoa học y khoa
- Albert Howard (1873–1947), nhà thực vật học
- Henry Eliot Howard (1873–1940), nhà điểu loại học
- Allan Octavian Hume (1829–1912), nhà điểu loại học
- Rob Hume (sinh vào thế kỷ thứ 20), nhà điểu loại học
- Rosalinde Hurley (1929–2004), nhà vi sinh học
- Harold Edwin Hurst (1880–1978), nhà thủy văn học
- Janet Husband (sinh vào thế kỷ thứ 20), bác sĩ quang tuyến
- Frederick Hutton (1835–1905), nhà sinh vật học và nhà địa chất
- Hugh Huxley (1924–2013), nhà hóa sinh về cơ
- Julian Sorell Huxley (1887–1975), nhà động vật học và nhà lý thuyết tiến hóa
- Thomas Henry Huxley (1825–1895), nhà động vật học

## I
- Ray Iles (sinh vào thế kỷ thứ 20), bác sĩ chuyên khoa ung thư
- Jane Ingham (1897–1982), nhà thực vật học
- Jan Ingenhousz (1730–1799), nhà thực vật học
- Christopher Kelk Ingold (1893–1970), nhà hóa học cơ cấu hữu cơ
- Keith Ingold (sinh 1929), nhà hóa học
- Tom Iredale (1880–1972), nhà nghiên cứu ốc tai và nhà điểu loại học

## J
- William Jardine (1800–1874), nhà tự nhiên học
- James Prescott Joule (1818-1889), nhà vật lý và nhà hóa học
- Alec Jeffreys (sinh 1950), nhà di truyền học
- Edward Jenner (1749–1823), nhà miễn dịch học tiên phong
- John Gwyn Jeffreys (1809–1885), nhà nghiên cứu ốc tai và bác sĩ chuyên khoa bệnh ác tính
- Thomas C. Jerdon (1811–1872), nhà động vật học và nhà thực vật học
- Harren Jhoti (sinh 1962), nhà sinh vật học cấu trúc
- Joanne Johnson (sinh 1977): nhà địa chất, nhà khoa học Cực Đới
- Mark H. Johnson (sinh 1960), nhà thần kinh học nhận thức
- Pauline Johnson (sinh vào thế kỷ thứ 20), nhà miễn dịch học và nhà vi sinh học

## K
- Ebenezer Kinnersley (1711-1778), nhà vật lý
- Henrik Kacser (1918–1995), nhà di truyền học và nhà hóa sinh
- Charles K. Kao (1933–2018), kỹ sư điện và nhà vật lý
- Alan R. Katritzky (1928–2014), nhà hóa học
- Janet Kear (1933–2004), nhà điểu loại học
- Frank Kearton (1911–1992), nhà hóa học
- Peter Keightley (sinh vào thế kỷ thứ 20), nhà di truyền học tiến hóa
- Douglas Kell (sinh 1953), nhà hóa sinh
- David Kelly (1944–2003), chuyên gia vũ khí
- William Thomson, Nam tước Kelvin thứ nhất (1824–1907), nhà vật lý toán
- John Kendrew (1917–1997) nhà hóa sinh và nhà tinh thể học
- Gerald A. Kerkut (1927–2004), nhà động vật học và nhà sinh lý học
- Aaron Klug (1926–2018), nhà vật lý sinh và nhà hóa học
- Alexander King (1909–2007), nhà hóa học
- Norman Boyd Kinnear (1882–1957), nhà động vật học
- William Kirby (1759–1850), nhà côn trùng học
- Gilbert Knowles (1667–1734), nhà thực vật học
- Jeremy Knowles (1935–2008), nhà hóa học enzyme
- Rudolf Kompfner (1909–1977), kỹ sư và nhà vật lý
- Harry Kroto (1939–2016), nhà hóa học.
- John Howard Kyan (1774–1850), nhà phát minh

## L
- John Lathem (1740-1837), nhà trị liệu
- David Lack (1910–1973), nhà điểu loại học
- Patrick Laidlaw (1881–1940), nhà vi-rút học
- Aylmer Bourke Lambert (1761–1842), nhà thực vật học
- Hugh Lamprey (1928–1996), nhà sinh thái học
- John Latham(1740–1837), nhà điểu loại học
- Colin Leakey (1933–2018), nhà thực vật học nhiệt đới
- Louis Leakey (1903–1972), nhà khảo cổ học và nhà tự nhiên học
- Louise Leakey (sinh 1972), nhà cổ sinh vật học
- Mary Leakey (1913–1996), nhà cổ sinh vật học
- Meave Leakey (sinh 1942), nhà cổ sinh vật học
- Richard Leakey (1944–2022), nhà cổ sinh vật học và nhà khảo cổ học
- John Henry Lefroy (1817–1890), nhà vật lý và nhà khảo sát từ trường
- John Lennard-Jones (1894–1954), nhà vật lý lý thuyết
- John Lightfoot (1735–1788), nhà nghiên cứu ốc tai và nhà thực vật học
- John Lindley (1799–1865), nhà thực vật học
- Joseph Lister (1827–1912), người tiên phong trong phẫu thuật khử trùng
- Christopher Longuet-Higgins (1923–2004), nhà hóa học lý thuyết và nhà khoa học nhận thức
- John Claudius Loudon (1783–1843), nhà thực vật học
- Ada Lovelace (1815–1852), nhà toán học và người tiên phong về tính toán
- James Lovelock (1919–2022), cha đẻ của giả thuyết Gaia
- Percy Lowe (1870–1948), nhà điểu loại học
- Martin Lowry (1874–1936), nhà hóa lý học
- Richard Lydekker (1849–1915), nhà tự nhiên học

## M
- John Macadam (1827–1865), nhà thực vật học
- George G. Macfarlane (1916–2007), nghiên cứu về radar
- William MacGillivray (1796–1852), nhà tự nhiên học
- Walcher xứ Malvern (tạ thế 1135), nhà toán học
- Harry Marsh (sinh 1926), nhà hóa học về carbon
- Charles James Martin (1866–1955), nhà dịch tễ học
- John Martyn (1699–1768), nhà thực vật học
- Thomas Martyn (1735–1825), nhà thực vật học, nhà côn trùng học và nhà nghiên cứu ốc tai
- Francis Masson (1741–1805), nhà thực vật học
- Neil D. Mathur (sinh vào thế kỷ thứ 20), nhà vật lý vật liệu
- James Clerk Maxwell (1831–1879), nhà vật lý
- Harold Maxwell-Lefroy (1877–1925), nhà côn trùng học
- John McCafferty (sinh vào thế kỷ thứ 20), nhà miễn dịch học
- Robert May (1936–2020), nhà sinh thái học và nhà toán học
- Edmund Meade-Waldo (1855–1934), nhà điểu loại học
- Archibald Menzies (1754–1852), nhà tự nhiên học
- Peter H Millard (1937–2018), bác sĩ lão khoa
- Philip Miller (1691–1771), nhà thực vật học
- John F. B. Mitchell (sinh 1948), nhà khí tượng học
- Peter Mitchell (1920–1992), nhà hóa sinh
- George Jackson Mivart (1827–1900), nhà sinh vật học
- Henry Moseley (1887–1915), nhà vật lý, người khởi xướng khái niệm số hiệu nguyên tử
- William Musgrave (1655–1721), bác sĩ và nhà sưu tập đồ cổ

## N
- John Napier (1550–1617), nhà toán học, nhà vật lý và nhà thiên văn học
- John Needham (1713–1781), nhà tự nhiên học
- Thomas Newcomen (1664-1729), nhà phát minh
- Joseph Needham (1900–1995), nhà hóa sinh và nhà sử học
- Charles F. Newcombe (1851–1924), nhà thực vật học
- John Newlands (1837–1898), nhà hóa học, người đã nghiên cứu tính tuần hoàn của các nguyên tố
- Alfred Newton (1829–1907), nhà động vật học
- Isaac Newton (1642–1726/27), nhà toán học, nhà vật lý và nhà thiên văn học
- Thomas Norton (1416-1513), nhà giả kim thuật
- Henry Alleyne Nicholson (1844–1899), nhà động vật học
- William Nicholson (1753–1815), nhà hóa học
- Denis Noble (sinh 1936), nhà sinh lý học
- Ronald George Wreyford Norrish (1897–1978), nhà hóa học
- Paul Nurse (sinh 1949), nhà di truyền học

## O
- William Ogilby (1808–1873), nhà tự nhiên học
- Bridget Ogilvie (sinh 1938), nhà ký sinh trùng
- William Robert Ogilvie-Grant (1863–1924), nhà điểu loại học
- Tony Orchard (1941–2005) nhà hóa học vô cơ.
- Edward Latham Ormerod (1819–1873), bác sĩ và nhà côn trùng học
- Eleanor Anne Ormerod (1828–1901), nhà côn trùng học
- William Charles Osman Hill (1901–1975), nhà giải phẫu học và nhà linh trưởng học
- Ian Osterloh (sinh vào thế kỷ thứ 20), nhà nghiên cứu lâm sàng
- Richard Owen (1804–1892), nhà sinh vật học, nhà cổ sinh vật học và nhà phân loại học

## P
- James Price (1752—1783), nhà hóa học
- Edward Palmer (1829–1911), nhà thực vật học
- Woodbine Parish (1796–1882), nhà địa chất học và nhà cổ sinh vật học
- William Paterson (1755–1810), nhà thực vật học và nhà thám hiểm
- Arthur Lindo Patterson (1902–1966), nhà tinh thể học tia X
- Robert Patterson (1802–1872), nhà tự nhiên học
- David Peakall (1931–2001), nhà độc chất
- Thomas Pennant (1726–1798), nhà tự nhiên học và nhà sưu tập đồ cổ
- Joseph Barclay Pentland (1797–1873), nhà địa lý
- William Henry Perkin (1838–1907), nhà hóa học hữu cơ
- William Henry Perkin, Jr. (1860–1929), nhà hóa học hữu cơ
- Max Perutz (1914–2002), nhà tinh thể học tia X và nhà sinh vật học phân tử
- George Perry (sinh 1771), nhà tự nhiên học
- Samuel Victor Perry (1918–2009), nhà hóa sinh về cơ
- Eva Philbin (1914–2005), nhà hóa học
- Chris Phillips (sinh ca. 1958), nhà vật lý
- Constantine John Phipps (1744–1792), nhà thám hiểm
- David Andrew Phoenix (sinh 1966), nhà hóa sinh
- Frederick Octavius Pickard-Cambridge (1860–1905), nhà côn trùng học
- Octavius Pickard-Cambridge (1828–1917), nhà côn trùng học
- Henry Piddington (1797–1858), nhà khí tượng
- Andrew Pitman (sinh 1964), nhà khoa học khí quyển
- Reginald Innes Pocock (1863–1947), nhà phân loại học
- Vicky Pope (sinh vào thế kỷ thứ 20), nhà khí tượng học
- John Pople (1925–2004), nhà hóa học lý thuyết
- Cicely Popplewell (1920–1995), nhà khoa học máy tính
- George Porter (1920–2002), nhà hóa học
- Thomas Littleton Powys (1833–1896), nhà điểu loại học
- Joseph Hubert Priestley (1883–1944), nhà thực vật học
- Joseph Priestley (1733–1804), nhà hóa học và nhà triết học

## R
- George Ripley (1415-1490), nhà giả kim thuật
- Stamford Raffles (1781–1826), một chính khách và nhà thực vật học
- Lawrence Rooke (1622-1662), nhà toán học và nhà thiên văn học
- Venki Ramakrishnan (sinh 1952), nhà sinh vật học cấu trúc
- William Ramsay (1852–1916), nhà hóa học, người đã khám phá ra khí hiếm
- Matthew Raper (1705–1778), nhà thiên văn học và nhà toán học
- Chris Rapley (sinh 1947), nhà khí tượng học
- John Ray, cũng được viết là John Wray (1627–1705), nhà tự nhiên học
- Lovell Augustus Reeve (1814–1865), nhà nghiên cứu ốc tai
- Michael Reiss (sinh 1960), nhà đạo đức sinh học
- Osborne Reynolds (1842–1912), nhà vật lý
- Tracey Reynolds (sinh vào đầu những năm 1970), nhà xã hội học
- John Richardson (1787–1865) bác sĩ phẫu thuật hải quân, nhà tự nhiên học và arctic nhà thám hiểm
- Henry Nicholas Ridley (1855–1956) nhà thực vật học, nhà địa chất và nhà tự nhiên học
- Robert Robinson (1886–1975) nhà hóa học hữu cơ
- Sheila Rodwell (Sheila Bingham, 1947–2009), nhà dịch tễ học dinh dưỡng
- Miriam Louisa Rothschild (1908–2005), nhà côn trùng học
- Walter Rothschild (1868–1937), nhà động vật học
- William Roxburgh (1759–1815), nhà thực vật học
- Gordon Rugg (sinh 1955), nhà khoa học máy tính
- Daniel Rutherford (1749–1819), nhà trị liệu, nhà hóa học và nhà thực vật học
- Ernest Rutherford (1871–1937), nhà vật lý, được coi là cha đẻ của vật lý hạt nhân
- Bertrand Russell (1872–1970), nhà triết học và nhà toán học

## S
- Johannes de Sacrobosco (1195-1256), nhà toán học và nhà thiên văn học
- Joseph Sabine (1770–1837), nhà thực vật học và người làm vườn
- Edward James Salisbury (1886–1978), nhà thực vật học
- Richard Anthony Salisbury (1761–1829), nhà thực vật học
- Frederick Sanger (1918–2013), nhà hóa sinh
- Herbert M. Sauro (sinh 1960), nhà hóa sinh và nhà sinh học hệ thống
- Philip Sclater (1829–1913), nhà động vật học
- Henry Seebohm (1832–1895), nhà điểu loại học
- Prideaux John Selby (1788–1867), nhà thực vật học và nhà điểu loại học
- Richard Bowdler Sharpe (1847–1909), nhà động vật học
- Nigel Shadbolt (sinh 1956), nhà khoa học máy tính
- George Shaw (1751–1813), nhà thực vật học và nhà động vật học
- George Ernest Shelley (1840–1910), nhà điểu loại học
- John Sherwood (ca. 1933 to 2020), nhà hóa học vật lý hữu cơ
- Charles Scott Sherrington (1857–1922), nhà sinh lý học và nhà thần kinh học
- Sydney Selwyn (1934–1996), nhà vi sinh học y tế
- Andrew Smith (1797–1872), nhà động vật học
- Edgar Albert Smith (1847–1916), nhà động vật học và nhà nghiên cứu ốc tai
- Frederick Smith (1805–1879), nhà côn trùng học
- George D. W. Smith (sinh 1943), nhà khoa học vật liệu
- James Edward Smith (1759–1828), nhà thực vật học
- John Maynard Smith (1920–2004), nhà sinh vật học
- Douglas Spalding (1841–1877), nhà hành vi học
- Walter Baldwin Spencer (1860–1929), nhà nhân chủng học
- Charles Stanhope (1753–1816), nhà toán học và nhà vật lý
- Edward Stanley (1775–1851), nhà tự nhiên học
- James Francis Stephens (1792–1853), nhà động vật học
- Frederick Campion Steward (1904–1993), nhà thực vật học
- James Stirling (1953–2018), nhà vật lý
- Peter A. Stott (sinh vào thế kỷ thứ 20), nhà khí tượng học
- John Struthers (1823–1899), nhà giải phẫu học
- Audrey Stuckes (1923–2006), nhà khoa học vật liệu
- Samuel Stutchbury (1798–1859), nhà tự nhiên học và nhà địa chất
- William John Swainson (1789–1855), nhà điểu loại học, bác sĩ chuyên khoa bệnh ác tính, nhà nghiên cứu ốc tai và nhà côn trùng học
- Robert Swinhoe (1836–1877), nhà tự nhiên học
- Peter Sykes (1923–2003), nhà hóa học
- William Henry Sykes (1790–1872), nhà điểu loại học
- Frederick Soddy (1877-1956), nhà hóa học
- Thomas Savery (thế kỷ thứ 17-18), kỹ sư đã phát minh ra máy bơm hơi thương mại đầu tiên

## T
- Oldfield Thomas (1858–1929) nhà động vật học
- Benjamin Thompson (Bá tước Rumford, 1753–1814), nhà vật lý và nhà phát minh
- Charles Wyville Thomson (1832–1882), nhà sinh vật biển
- D'Arcy Wentworth Thompson (1860–1942), nhà toán học và nhà sinh vật học
- William Thompson (1805–1852), nhà điểu loại học và nhà tự nhiên học
- J. J. Thomson (1856–1940), nhà vật lý
- William Thomson (Lord Kelvin), 1824–1907), nhà vật lý
- Samuel Tickell (1811–1875), nhà điểu loại học
- Stephen Toulmin (1922–2009), nhà triết học và nhà sử về học khoa học
- John Sealy Townsend (1868–1957), nhà vật lý toán
- Thomas Stewart Traill (1781–1862), bác sĩ và nhà tự nhiên học
- Eric Trist (1909–1993), nhà tâm lý học
- Henry Baker Tristram (1822–1906), nhà điểu loại học
- Bernard Tucker (1901–1950), nhà điểu loại học
- Marmaduke Tunstall (1743–1790), nhà điểu loại học
- Alan Turing (1912–1954), nhà khoa học máy tính
- Arthur James Turner (1889–1971), nhà công nghệ vải
- William Turton (1762–1835), nhà tự nhiên học

## U
- James Underwood (sinh 1942), nhà nghiên cứu bệnh học
- Olga Uvarov (1910–2001), bác sĩ phẫu thuật thú y

## V
- Nicholas Aylward Vigors (1785–1840), nhà động vật học

## W
- Richard xứ Wallingford (1292-1336), nhà toán học, nhà thiên văn học, nhà chiêm tinh
- William xứ Ockham (1287-1347), nhà vật lý và nhà triết học
- John Westwyk (sinh thế kỷ thứ 14), nhà thiên văn học
- Nicholas Wald (sinh vào thế kỷ thứ 20), Giáo sư Y học dự phòng
- Francis Willoughby (1635-1672), nhà điểu loại học và nhà ngư học
- Alfred Russel Wallace (1823–1913), nhà tự nhiên học và nhà sinh vật học
- Kevin Warwick (sinh 1954), nhà khoa học máy tính và nhà sinh vật học thần kinh
- Charles Waterton (1782–1865), nhà tự nhiên học
- Andrew Watson (sinh 1952), nhà sinh vật biển
- Alexander Watt (1892–1985), nhà thực vật học
- Edwin C. Webb (1921–2006), nhà hóa sinh
- Philip Barker Webb (1793–1854), nhà thực vật học
- Hugh Algernon Weddell (1819–1877), nhà thực vật học
- Richard Burkewood Welbourn (1919–2005), bác sĩ nội tiết
- Michael Wells (sinh vào thế kỷ thứ 20), nhà nghiên cứu bệnh học
- Thomas Summers West (1927–2010), nhà hóa học
- Michael Whelan (sinh 1931), nhà khoa học vật liệu
- William Joseph Whelan (1924–2021) nhà hóa sinh
- Gilbert White (1720–1795), nhà tự nhiên học
- John White (khoảng 1756–1832), nhà thực vật học
- Frank Whittle (1907–1996), kỹ sư và nhà tiên phong về hàng không
- Elsie Widdowson (1906–2000), nhà dinh dưỡng
- Maurice Wilkins (1916–2004), nhà vật lý sinh
- James H. Wilkinson (1919–1986), nhà phân tích số
- Mark Williamson (sinh vào thế kỷ thứ 20), nhà sinh vật học
- Francis Willughby (1635–1672), nhà điểu loại học và nhà ngư học
- Alexander Wilson (1766–1813), nhà điểu loại học
- Alan Wilson (sinh 1939), nhà toán học
- E. A. Wilson (1872–1912), nhà tự nhiên học
- Greg Winter (sinh 1951), nhà sinh vật học phân tử
- Heinz Wolff (1928–2017), kỹ sư sinh học
- John Wray, cũng được viết là John Ray (1627–1705), nhà tự nhiên học

## Y
- William Yarrell (1784–1856), nhà tự nhiên học
- John Zachary Young (1907–1997), nhà sinh lý học thần kinh
- Thomas Young (1773–1829), nhà bác học